# Male Sredice
Male Sredice također znano kao Jošine su četvrt i naselje koje se nalazi u južnom dijelu grada Bjelovara.
Četvrt se sastoji od predežito stambenih obiteljskih zgradi, ali se unutar četvrti također nalazi napuštena klaonica "Moje domaće meso" i veći dio južne Bjelovarske obilaznice. Kroz četvrt prolazi županijska cesta 3045, koja je i sastavni dio kružne rute Bjelovarsko-bilogorske županije.

## Povijest
Tijekom vremena Rimskoga Carstva je uz rijeku Bjelovacku prolazila rimska cesta u smjeru Veliko Korenovo – Kupinovac koja je i prolazila uz današnje Male Sredice.
Tijekom 14. stoljeća na području današnjih Velikih Sredica i Malih Sredica se nalazilo  srednjovjekovno naselje Jakobove Sredice. Pretpostavlja se da se radilo o naselju gdje su se sredinom tjedna održavali sajmovi. Tijekom 16. stoljeća Jakobove Sredice gube svoju važnost i sajmovi se sele u obližnji Gudovac.
Oblikovanjem Velikih Sredica kao prigradskim naseljem Bjelovara se u isto vrijeme stvaraju i Male Sredice kao manji odvojak većega sela Sredice.
Tijekom 1980-ih Male Sredice, zajedno sa Velikim Sredicama, Hrgovljanima i Ivanovčanima se ukidaju kao vlastita naselja te se pripajaju Bjelovaru kao četvrti.
Širenjem naselja i rastom stanovništva grada 1960-ih godina se ruše zadnji dijelovi šume Jošine, po kojima naselje dobiva i svoj današnji nadimak. Igrađuje se veći udio današnjih stambenih zgrada unutar naselja te se uz prugu izgrađuje klaonica "Moje domaće meso" poznato i kao "B.I.M." (Bjelovarska industrija mesa).
2017. god. je preko kanala Jošina nadograđen pješački most koji spaja Male Sredice i Poslovnu zonu Jug za lakši pristup stanovnicima naselja.